# Boraceia
Boraceia là một đô thị ở bang São Paulo của Brasil.
Đô thị này nằm ở vĩ độ 22º11'35" độ vĩ nam và kinh độ 48º46'44" độ vĩ tây, trên khu vực có độ cao 480 m. Dân số năm 2004 ước tính là 3 882 người. Đô thị này có diện tích 120,80 km².

## Thông tin nhân khẩu
Dữ liệu dân số theo điều tra dân số năm 2000
Tổng dân số: 3.739
- Dân số thành thị: 3.283
- Dân số nông thôn: 456
- Nam giới: 1.926
- Nữ giới: 1.813

Mật độ dân số (người/km²): 30,95
Tỷ lệ tử vong trẻ sơ sinh dưới 1 tuổi (trên một triệu người): 11,50
Tuổi thọ bình quân (tuổi): 73,74
Tỷ lệ sinh (số trẻ trên mỗi bà mẹ): 2,37
Tỷ lệ biết đọc biết viết: 88,39%
Chỉ số phát triển con người (HDI-M): 0,783
- Chỉ số phát triển con người - Thu nhập: 0,696
- Chỉ số phát triển con người - Tuổi thọ: 0,812
- Chỉ số phát triển con người - Giáo dục: 0,841

(Nguồn: IPEADATA)

### Sông ngòi
- Sông Tietê
- Sông Bauru

### Các xa lộ
- SP-261